# Lassigny
Lassigny – miejscowość i gmina we Francji, w regionie Hauts-de-France, w departamencie Oise.
Według danych na rok 1990 gminę zamieszkiwało 1050 osób, a gęstość zaludnienia wynosiła 63 osoby/km² (wśród 2293 gmin Pikardii Lassigny plasuje się na 273. miejscu pod względem liczby ludności, natomiast pod względem powierzchni na miejscu 143.).